# أنيل تشوهان
الجنرال أنيل تشوهان (من مواليد 18 مايو 1961) هو جنرال بأربع نجوم في الجيش الهندي، وهو رئيس أركان الدفاع الحالي والثاني للقوات المسلحة الهندية منذ 30 سبتمبر 2022.
في 28 سبتمبر 2022، تم استدعاء الجنرال تشوهان من التقاعد وتم تعيينه رئيسًا لأركان الدفاع (CDS) من قبل حكومة ناريندرا مودي، بعد إخطار يونيو 2022 الذي سمح للمتقاعدين العسكريين الذين تقل أعمارهم عن 62 عامًا بالتأهل لهذا المنصب. تولى المسؤولية بعد يومين، وأصبح أول متقاعد من فئة ثلاث نجوم يتم تعيينه في هذا المنصب، والذي كان يشغله تقليديًا ضابط من فئة أربع نجوم. وقد خلف الجنرال بيبين راوات ، أول شاغل لهذا المنصب، والذي توفي في حادث تحطم مروحية في ديسمبر 2021.

## للحياة المبكرة والتعليم
وُلِد أنيل تشوهان في عائلة هندوسية من قبيلة جارهوالي راجبوت من عشيرة تشوهان في 18 مايو 1961، وهو ينحدر من منطقة بوري جرهوال، أوتاراخاند. بعد إكمال دراسته في كيندريا فيديالايا في فورت ويليام، كولكتا، انضم إلى أكاديمية الدفاع الوطني، خاداكواسلا (NDA) كجزء من الدورة 58 في العام. انضم لاحقًا إلى الأكاديمية العسكرية الهندية، دهرادون (IMA) كجزء من الدورة 68 في عام 1980. وهو أيضًا خريج كلية أركان خدمات الدفاع، ويلينغتون، ودورات القيادة العليا وكلية الدفاع الوطني.

## المسيرة العسكرية
عُيّن الجنرال تشوهان ملازمًا ثانيا في الكتيبة السادسة من فوج غوركا الحادي عشر (6/11 GR) في 13 يونيو 1981 من الأكاديمية العسكرية الهندية في دهرادون. تشمل مهامه التدريسية والإدارية فترة تدريب في مقر قيادة فريق التدريب العسكري الهندي في بوتان، ومراقبًا عسكريًا في بعثة مراقبي الأمم المتحدة في أنغولا، وضابط أركان عام أول (عمليات) في فرقة الجبال، ومديرًا للمنظور والتخطيط في مقر قيادة الجيش، ورئيسًا للأركان في مقر قيادة الفيلق الخامس عشر، ومديرًا عامًا للانضباط والاحتفالات والرعاية.